# Maximat

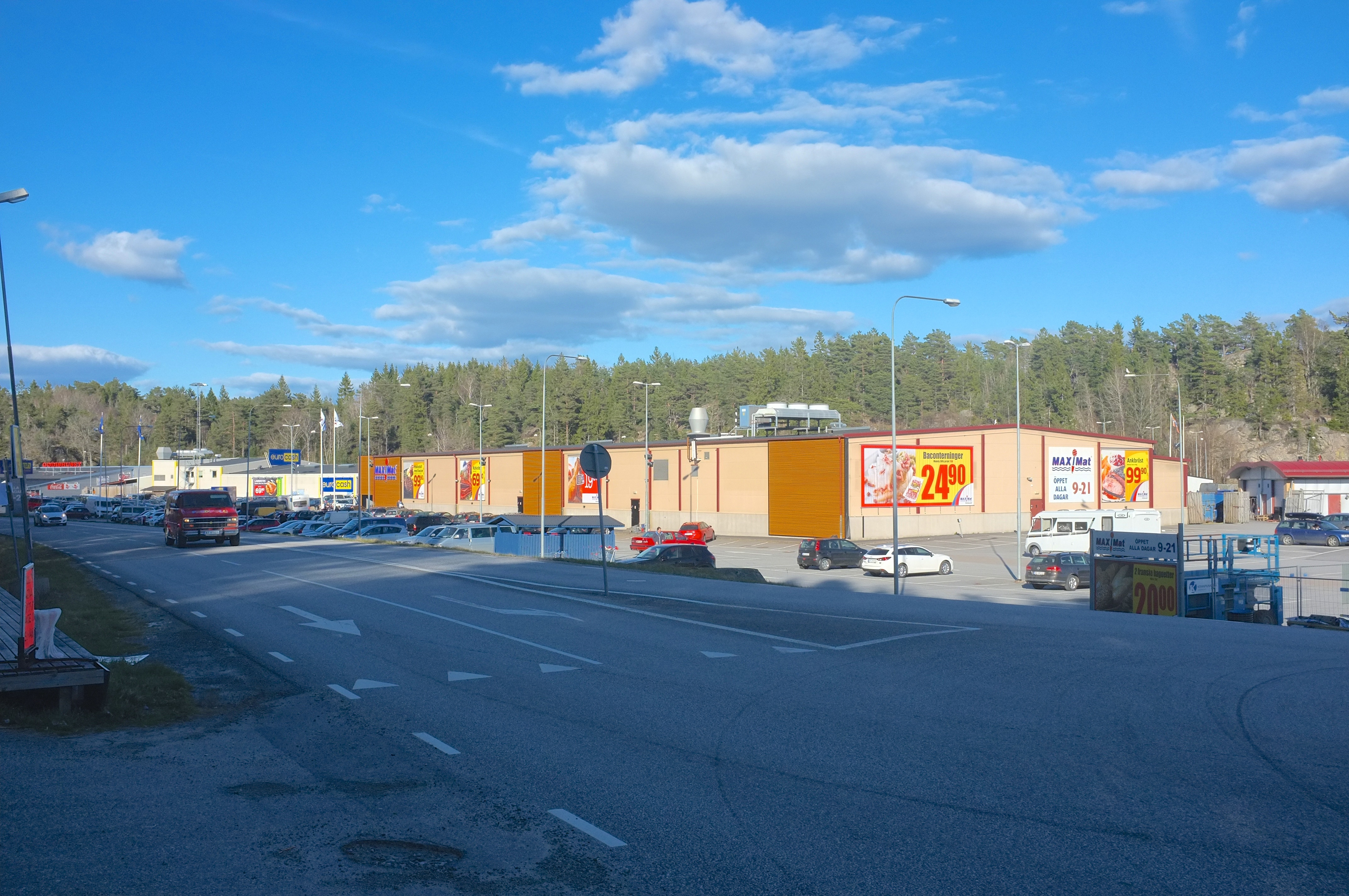
Maximat i Svinesund handelsområde 2014.

Maximat, i marknadsföring skrivet MaxiMat, är en matbutikskedja som ägs av Coop Østfold (50%) och Coop Bohuslän (50%). Den omsätter 2,5 miljarder kr. I Sverige har kedjan fyra butiker i Svinesund, Nordby, Charlottenberg och Töcksfors.